# El Puesto
El Puesto är en ort i Mexiko.   Den ligger i kommunen Tarímbaro och delstaten Michoacán de Ocampo, i den södra delen av landet, 220 km väster om huvudstaden Mexico City. El Puesto ligger 1 919 meter över havet och antalet invånare är 167.
Terrängen runt El Puesto är kuperad åt nordväst, men åt sydost är den platt. Runt El Puesto är det tätbefolkat, med 411 invånare per kvadratkilometer. Närmaste större samhälle är Morelia, 12,0 km söder om El Puesto. I omgivningarna runt El Puesto växer huvudsakligen savannskog.